# Pontours
Pontours là một xã của Pháp, nằm ở tỉnh Dordogne trong vùng Aquitaine của Pháp.

## Hành chính
| Danh sách các xã trưởng                |             |                      |                  |          |
| Giai đoạn                              | Giai đoạn   | Tên                  | Đảng             | Tư cách  |
| tháng 3 năm 2001                       | đương nhiệm | Marie-Thérèse Armand | không chính thức | nông dân |
| Tất cả các dữ liệu trước đây không rõ. |             |                      |                  |          |

## Thông tin nhân khẩu
| Năm    | 1962 | 1968 | 1975 | 1982 | 1990 | 1999 | 2006 |
| ------ | ---- | ---- | ---- | ---- | ---- | ---- | ---- |
| Dân số | 160  | 163  | 153  | 164  | 187  | 168  | 192  |